# Klocksippa
Klocksippa (Pulsatilla albana) är en ranunkelväxtart som först beskrevs av Christian von Steven, och fick sitt nu gällande namn av Bedřich Všemír von Berchtold och Jan Svatopluk Presl. Klocksippan ingår i släktet pulsatillor och familjen ranunkelväxter. Inga underarter finns listade i Catalogue of Life.